# Teton (Idaho)
Ne doit pas être confondu avec Comté de Teton (Idaho).
Teton est une ville américaine située dans le comté de Fremont en Idaho.
Selon le recensement de 2010, Teton compte 735 habitants. La municipalité s'étend sur 0,69 mille carré (1,79 km2), dont 0,68 mille carré (1,76 km2) de terres.